# Copelatus ateles
Copelatus ateles är en skalbaggsart som beskrevs av Guignot 1955. Copelatus ateles ingår i släktet Copelatus och familjen dykare. Inga underarter finns listade i Catalogue of Life.